# Jean Dorat

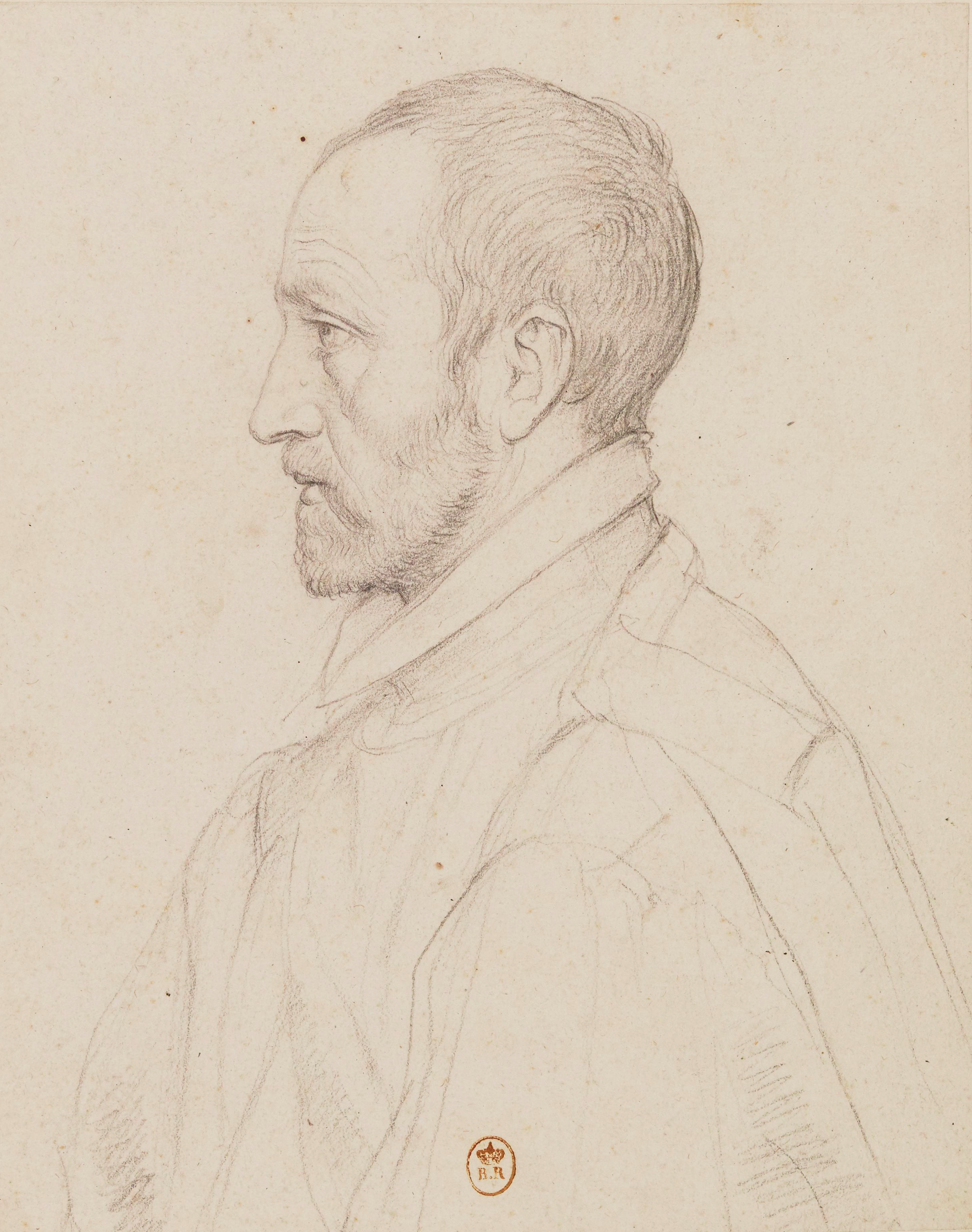
Jean Dorat, dibujo a carboncillo anónimo de hacia 1585. Bibliothèque nationale de France

Jean Dorat (Limousin, 1508-1588) fue un escritor francés del Renacimiento, miembro del grupo poético de La Pléyade.

## Biografía
En 1537 dejó su región natal y se inscribió en la Facultad de Artes. Sorprendió a sus contemporáneos debido a su prodigiosa memoria. En 1544, el padre de Jean Antoine de Baïf contrata a Dorat como preceptor para su hijo, y para su joven secretario Pierre de Ronsard. Ambos amigos se convertirán en fervientes discípulos del humanismo. Dorat utilizaba el griego para enseñar latín a sus alumnos. Ronsard siempre se consideró en deuda hacia su maestro Dorat, del que hablaba como de quien le hizo descubrir la poesía. Sus primeras obras valoradas fueron en francés, y le valieron el favor del rey de Francia Francisco I.
A la muerte del padre Baïf en 1547, Dorat fue nombrado director del Collège de Coqueret. En 1549 se unió a sus alumnos Joachim du Bellay, que escribió la Defensa e Ilustración de la Lengua Francesa, auténtico revulsivo literario, bajo la atenta mirada de Dorat. De hecho, la huella de Dorat está muy presente en esta obra, a pesar de que, poco dado a honores y reconocimientos, su gloria póstuma no haya tenido el reconocimiento que sin duda mereció. 
En 1560 pasó a ser nombrado profesor de griego en el Collège de France, y consiguió una gran reputación por sus versos latinos y griegos. Sin embargo estas obras que Dorat dispersaba porque siempre satisfacía a quien lo solicitaba no están recogidas. 
En 1586, alumnos y amigos se unieron para publicar un compendio muy incompleto de sus Poemata: contienen poemas, epigramas, anagramas, odas, églogas, especialmente el Tumulus Cearoli (Carlos IX).
Dorat, ya muy enfermo, murió dos años más tarde. Dejó dos hijos y una hija que también se dedicaron a la poesía y a la erudición.
Lo más considerable en Dorat fue hacer que sus alumnos se concienciaran de que más allá de la literatura romana había un substrato griego que debía ser estudiado. Pertenece, pues, por méritos propios a esa pléyade en la que Ronsard nunca lo mencionó, puesto que mencionaba a sus amigos (émulos), pero no a sus maestros. Como poeta se expresó casi exclusivamente en latín y griego.
- Datos: Q714921
- Multimedia: Jean Dorat / Q714921